# دين باتلر
دين باتلر (بالإنجليزية: Dean Butler) هو لاعب هوكي الحقل أسترالي، ولد في 26 يناير 1977 في وارويك في أستراليا.

## وصلات خارجية
- دين باتلر على موقع أوليمبيديا (الإنجليزية)
- دين باتلر على موقع اللجنة الأولمبية الأسترالية (الإنجليزية)
- دين باتلر على موقع اتحاد ألعاب الكومنولث (مؤرشف) (الإنجليزية)
- دين باتلر على موقع دورة ألعاب الكومنولث 2006 (مؤرشف) (الإنجليزية)